# Ondřej Hudeček
Ondřej Hudeček (České Budějovice, 9 maggio 1981) è un pallavolista ceco.

## Palmarès

### Nazionale (competizioni minori)
- European League 2004